# Gertrude Hermes
Gertrude Anna Bertha Hermes, membre de l'ordre de l'Empire britannique, membre de la   Royal Academy (18 août 1901 – 9 mai 1983) est une artiste anglaise pratiquant la xylographie, la gravure et la sculpture.

## Biographie
Gertrude Anna Bertha Hermes est née le 18 août 1901 à Bickley, dans le Kent. Ses parents, Louis August Hermes et Helene, née Gerdes, étaient originaires d'Altena, près de Dortmund, en Allemagne. Vers 1921, elle suit l'enseignement de la Beckenham School of Art, et, en 1922, elle s'inscrit à la Leon Underwood's Brook Green Scool of Painting and Sculpture, où elle retrouve d'autres étudiants, dont Eileen Agar, Raymond Coxon, Henry Moore et Blair Hughes-Stanton, qu'elle épouse en 1926 ; ils se séparent en 1931 et divorcent en 1933.

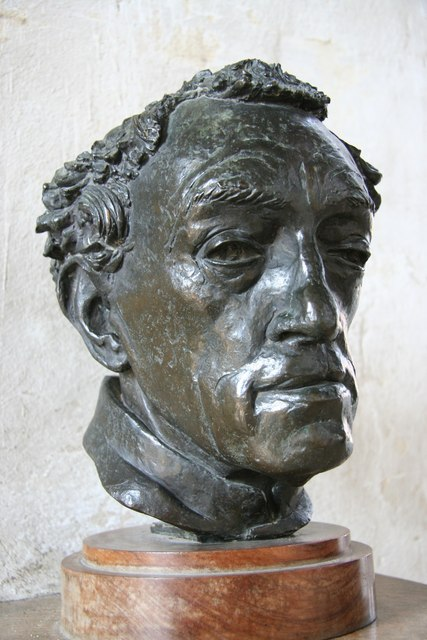
Bronze de Conrad Noel créé par Gertrude Hermes

Gertrude Hermes expose régulièrement à la Royal Academy à partir de 1934, ainsi qu'à l'Exposition Internationale de Venise en 1939. En 1937, Gertrude Hermes répond à une commande pour le Pavillon britannique de l'Exposition universelle de Paris. Elle travaille au Canada de 1940 à 1945. Elle enseigne la gravure sur bois et la linogravure à la Central School of Art de Londres (aujourd'hui le Centre Saint-Martin) de la fin des années 1940 au début des années 50. Elle a dirige également une classe de dessin pour le Zoo de Londres. Elle enseigne l'impression à partir de blocs gravés de bois ou de linoleum aux Royal Academy Schools, à partir de 1966.
Elle est élue membre associé de l'Académie royale en 1963, et académicienne royale titulaire en 1971. Elle est reçue au sein de l'ordre de l'Empire britannique en 1981.
Son œuvre est visible dans de nombreuses collections publiques, dont la Tate Gallery et la National Portrait Gallery. Son travail se trouve également dans des collections privées, dont un bronze fondu autour de 1926, "Swallow", heurtoir de porte de la collection de David Bowie.

## Œuvre
- Bouquet de printemps, 1929, gravure sur bois
- Léda et le Cygne, 1932, sculpture
- Le tombeau du guerrier, 1941, gravure sur bois
- Chauve-souris et araignée, 1932, gravure sur bois
- Autres Chats et Henry, 1952, gravure sur bois
- Kathleen Raine, 1954, sculpture
- Paon, 1961, bronze, pour Ordsall High School, à Salford

## Expositions
- 1967 Bronzes et sculptures, dessins, gravures sur bois, blocs gravés de bois et de linoleum, 1924-1967 Whitechapel Art Gallery
- 2008 North House Gallery